# Classe Avenger (cacciamine)
La classe Avenger è una classe di 14 cacciamine oceanici statunitensi costruiti per la United States Navy tra il 1983 e il 1994. Le unità sono state progettate per l'individuazione e l'eliminazione (hunter - killer) delle mine navali lungo le rotte marittime e sono classificate, secondo il sistema Hull classification symbol, come MCM.

## Storia e sviluppo
Nel corso di primi anni ottanta del XX secolo, l'US Navy decise di rinnovare e potenziare le proprie capacità di contrasto alle mine navali, anche alla luce dell'utilizzo di questo tipo di ordigni nel corso del conflitto tra l'Iraq e l'Iran, che mise a repentaglio la sicurezza delle rotte petrolifere e commerciali che attraversavano il Golfo Persico.
A tal fine l'US Navy avviò un programma finalizzato a mettere in campo un insieme di assetti che comprendevano elicotteri dragamine, cacciamine costieri e oceanici, navi di supporto e di comando. Nell'ambito di questo programma nacque la classe Avenger di cacciamine oceanici, la cui unità capoclasse, l'MCM-1 Avenger, fu ordinata il 29 giugno del 1982, impostata il 3 giugno del 1983 e consegnata il 12 settembre del 1987. La costruzione delle altre unità della classe subì notevoli ritardi a causa di problemi manifestati dall'apparato propulsivo (le prime due unità montavano motori diesel prodotti dall'americana Waukesha, a partire dalla terza unità, l'MCM-3 Sentry, furono installati motori dell'italiana Isotta Fraschini). Inoltre le navi superarono i pesi stabiliti dal progetto e la loro segnatura acustica risultò superiore a quella prevista.
In tutto furono realizzate 14 unità, l'ultima delle quali consegnata nel 1994, costruite da due cantieri navali del Wisconsin, il Marinette Marine Corporation e il Peterson Ship Builders. Nel corso della Guerra del Golfo (1990-91) la MCM-1 Avenger e la MCM-5 Guardian furono impiegate in quel teatro operativo per le attività di contrasto alla minaccia costituita dalle mine navali.

## Caratteristiche
I cacciamine oceanici della classe Avenger hanno scafo in legno rivestito in fibra di vetro, una combinazione scelta per garantire robustezza, leggerezza e assenza di segnatura magnetica. Le caratteristiche di flessibilità dei legni adoperati permettono di assorbire lo shock provocato dalla detonazione ravvicinata di mine navali.
Per la neutralizzazione delle mine, gli Avenger hanno a disposizione sistemi filoguidati quali l'SLQ-48 o l'EX-116, in grado di scoprire le mine con i propri sensori e dotati di cesoie per tagliare i cavi di ancoraggio delle mine galleggianti e di cariche esplosive per la distruzione delle mine da fondo.
I sensori imbarcati sui cacciamine comprendono sonar di ricerca, sonar di classificazione delle mine, radar di navigazione. L'apparato propulsivo è costituito da 4 motori diesel (Isotta Fraschini ID 36SS6V a partire dalla terza unità) su 2 assi. Un sistema ad idrogetto è utilizzato per le manovre di precisione. L'armamento tradizionale è costituito da due mitragliatrici calibro .50, utilizzate soprattutto per la distruzione delle mine affioranti sulla superficie dell'acqua.

## Unità della classe
| Nome       | PN     | Consegna | Cantiere              | Base                  | Registro NVR |
| ---------- | ------ | -------- | --------------------- | --------------------- | ------------ |
| Avenger    | MCM-1  | 1987     | Peterson Shipbuilders | Sasebo, Japan         | MCM01        |
| Defender   | MCM-2  | 1989     | Marinette Marine      | Sasebo, Japan         | MCM02        |
| Sentry     | MCM-3  | 1989     | Peterson Shipbuilders | San Diego, California | MCM03        |
| Champion   | MCM-4  | 1991     | Marinette Marine      | San Diego, California | MCM04        |
| Guardian   | MCM-5  | 1989     | Peterson Shipbuilders | Sasebo, Japan         | MCM05        |
| Devastator | MCM-6  | 1990     | Peterson Shipbuilders | San Diego, California | MCM06        |
| Patriot    | MCM-7  | 1991     | Marinette Marine      | Sasebo, Japan         | MCM07        |
| Scout      | MCM-8  | 1990     | Peterson Shipbuilders | Manama, Bahrain       | MCM08        |
| Pioneer    | MCM-9  | 1992     | Peterson Shipbuilders | San Diego, California | MCM09        |
| Warrior    | MCM-10 | 1993     | Peterson Shipbuilders | San Diego, California | MCM10        |
| Gladiator  | MCM-11 | 1993     | Peterson Shipbuilders | Manama, Bahrain       | MCM11        |
| Ardent     | MCM-12 | 1994     | Peterson Shipbuilders | Manama, Bahrain       | MCM12        |
| Dextrous   | MCM-13 | 1994     | Peterson Shipbuilders | Manama, Bahrain       | MCM13        |
| Chief      | MCM-14 | 1994     | Peterson Shipbuilders | San Diego, California | MCM14        |